# Brandstads landskommun
Brandstads landskommun var en tidigare kommun i dåvarande Malmöhus län.

## Administrativ historik
Kommunen bildades i Brandstads socken i Färs härad i Skåne när 1862 års kommunalförordningar trädde i kraft.
Vid kommunreformen 1952 uppgick kommunen i Vollsjö landskommun som uppgick 1974 i Sjöbo kommun.

## Politik

### Mandatfördelning i Brandstads landskommun 1938-1946
| 8 | 11 | 1 |

| 18 |

| 8 | 11 | 1 |

| 20 |

| 5 | 9 | 1 |

| 15 |